# Abdopus horridus
Abdopus horridus là một loài bạch tuộc thuộc chi Abdopus được tìm thấy ở tây Ấn Độ Dương. Abdopus horridus là loài điển hình của chi Abdopus dù chúng có nhiều khác biệt cũng như có kích thước trứng lớn hơn khi so sánh với các loài cùng chi.